# یونیون (لوئیزیانا)
یونیون (به انگلیسی: Union) یک منطقهٔ مسکونی در ایالات متحده آمریکا است که در پریش سنت جیمز، لوئیزیانا واقع شده‌است. یونیون ۸۹۲ نفر جمعیت دارد و ۷٫۰۱ متر بالاتر از سطح دریا واقع شده‌است.